# Heteropoma fulva
Heteropoma fulva é uma espécie de gastrópode  da família Assimineidae.
É endémica de Guam.